# Lizinopril
Lizinopril je ACE inhibitor koji sadržava dikarboksilatnu skupinu. To je sintetički derivat peptida, dugodjelatni inhibitor enzima pretvorbe angiotenzina I. 

## Primjena
Inhibicija ACE dovodi do smanjenja angiotenzina II u plazmi i smanjenja lučenja aldosterona, posljedica čega je sniženje krvnog tlaka u bolesnika s hipertenzijom i poboljšanje znakova i simptoma kongestivne insuficijencije srca. 
Lizinopril se ne veže na druge bjelančevine plazme osim na ACE, ne metabolizira se u tijelu i izlučuje se nepromijenjen u cijelosti putem bubrega. Primjenjuje se za liječenje esencijalne hipertenzije i renovaskularne hipertenzije. Može biti primijenjen sam ili u kombinaciji s drugim antihipertenzivnim lijekovima. Osim toga upotrebljava se i u liječenju insuficijencije srca kao dodatak diureticima te, tamo gdje je nužno, digitalisu. Nadalje, lizinopril se primjenjuje za liječenje hemodinamski stabilnih bolesnika unutar 24 sata od akutnog infarkta miokarda, u svrhu prevencije posljedičnog razvoja zatajenja lijevog ventrikula ili insuficijencije srca, te u svrhu poboljšanja preživljavanja. Lizinopril je indiciran za liječenje bubrežnih i očnih komplikacija dijabetesa melitusa. Dnevna doza lizinoprila kreće se od 5 do 20 mg.

## Neželjeni učinci
Lizinopril ne smiju trošiti trudnice, a dojilje bi morale biti krajnje oprezne. Osim njih lizinopril ne smiju upotrebljavati bolesnici koji imaju ili su imali angioneurotski edem pogotovo ako im se javio nakon što su prethodno uzeli neki drugi ili slični ACE inhibitor.
Oprez je potreban u slučaju pacijenata s hipotenzijom, hipotenzija u akutnom srčanom infarktu, aortalnom stenozom, hipertrofičnom kardiomiopatijom, oštećenjem bubrega, u bolesnika na hemodijalizi membranom visokog protoka (npr. AN 69) te u bolesnika koji se moraju podvrgnuti većem kirurškom zahvatu ili tijekom anestezije preparatima koji izazivaju hipotenziju. Lizinopril kao i većina drugih ACE inhibitora izaziva povećanje razine kalija u krvi pa i taj podatak treba uzeti u obzir, pogotovo ako se pacijent liječi diureticima koji štede kalij.
Najčešće nuspojave lizinoprila uočene tijekom kliničkih ispitivanja bile su vrtoglavica, glavobolja, proljev, umor, kašalj i mučnina. Nuspojave koje su se javljale rjeđe bile su: ortostatski učinci (uključujući hipotenziju), osip i tjelesna slabost.